# 出てきた男
 出てきた男 （でてきたおとこ）は、落語家・漫談家である月亭可朝作詞・作曲の歌笑曲（コミックソング）で、テイチクレコードより1969年11月発売。B面には『かつらの唄』が収められている。

## 曲想
1ヶ月後に発売となる嘆きのボインへも繋がる、しみじみと物悲しいエレジー調であり、深夜に家路を急ぐ一人の女性が遭遇する災難と意外な結末が唄われる。繰り返される「そら、危ないでぇ～」の台詞は、聴衆にこれから起こる出来事を想像させ、多くの笑いを呼んだ。

## ストーリー
一人の女性が深夜、家路を急いでいた。そして峠の上まで来た時、どこからか一人の男が現れ、女性にどこまで行くのかと聞く。家へ帰る途中と言う女性に「そら、危ないでぇ～。女の夜道は危ないから、僕が家まで送りましょう」と言って、同行してくれることとなった。しかし、初めのうちは何もしなかった男が、途中まで来るといきなり飛びかかってくるではないか。痴漢だったのだ。絶体絶命の危機。ところが、間一髪、どこからか現れた別の男によって痴漢は撃退され、女性は助かった。「有難うございます。危ないところを助けて頂いて」と感謝する女性に、その男もどこまで行くのかと聞く。そしてこの男も「そら、危ないでぇ～。女の夜道は危ないから、僕が家まで送りましょう」と同行してくれることとなり・・・。

## エピソード
可朝が落語『怪談市川堤』を口演した際、場内が暗転し幽霊が出て客が驚いている隙に可朝がギターを高座に持ち込み、『出てきた男』を歌って客を爆笑させたことがある。